# Alaxchelicera ordinaria
Alaxchelicera ordinaria är en spindelart som beskrevs av Butler 1932. Alaxchelicera ordinaria ingår i släktet Alaxchelicera och familjen täckvävarspindlar.
Artens utbredningsområde är Victoria, Australien. Inga underarter finns listade i Catalogue of Life.